# Ambrose Lisle March Phillipps De Lisle
Ambrose Lisle March Phillipps de Lisle (17 de março de 1809 - 5 de março de 1878) foi um convertido católico inglês. Ele fundou a Mount St. Bernard Abbey, uma abadia trapista em Leicestershire, e trabalhou para a reconversão ou reconciliação da Grã-Bretanha com o catolicismo.

## Vida
Ele era filho de Charles March-Phillipps de Garendon Hall, Leicestershire, e Harriet Ducarel, filha de Gerald Gustavus Ducarel de Walford, Somerset.  A família de Lisle de Leicestershire era originalmente dos Phillippses de Londres. A propriedade de Garendon, perto de Loughborough, foi herdada por Thomas March, que adotou o nome Phillipps, e casou-se com Susan de Lisles. O filho deles, Charles, adotou o brasão e as armas de Lisle. O acúmulo constante de propriedades fundidas fez dele um dos "plebeus mais ricos" da Inglaterra. Quando Charles March-Phillipps morreu em 1862, Ambrose adotou o nome adicional de Lisle, tornando-se Ambrose Charles Lisle March Phillipps de Lisle.
Ele passou seus primeiros anos em sua terra natal e foi criado como membro da Igreja da Inglaterra, recebendo sua primeira instrução religiosa de seu tio, William March Phillipps, um clérigo da Alta Igreja. Em 1818, Ambrose foi enviado para uma escola particular em South Croxton, de onde foi removido em 1820 para a Maisemore Court School, perto de Gloucester, mantida pelo Rev. George Hodson. O bispo de Gloucester, Henry Ryder, tendo se casado com Sophia March Phillipps, era seu tio por casamento, e assim o menino passava domingos e férias no palácio do bispo.
Na escola, conheceu pela primeira vez um católico, o Abbé Giraud, um padre emigrado francês. Uma visita a Paris em 1823 deu a ele seu primeiro conhecimento da liturgia católica. O efeito em sua mente foi demonstrado em seu retorno para casa quando ele convenceu o reitor anglicano a colocar uma cruz na mesa da comunhão, mas esse primeiro esforço para restaurar a cruz nas igrejas inglesas foi interrompido pelo bispo de Peterborough. Ele se converteu ao catolicismo e foi imediatamente removido da escola do Rev. Hodson e voltou para casa com seu pai, que providenciou para que ele continuasse sua preparação para a universidade sob as aulas particulares do Rev. William Wilkinson. Todos os domingos era obrigado a frequentar a igreja anglicana, mas não participava do culto.
Ambrose Phillipps foi admitido no Trinity College, Cambridge, em novembro de 1825, embora ele não tenha residido lá até 16 de outubro de 1826. Na universidade, ele encontrou um amigo simpático em Kenelm Digby, autor de Mores Catholici e The Broadstone of Honor, que era, como ele mesmo, membro de uma família estabelecida há muito tempo da nobreza e recentemente convertido. Naquela época, não havia capela católica em Cambridge, e todos os domingos, durante dois anos, esses dois jovens católicos costumavam ir de jejum até o St. Edmund's College, Ware, a uma distância de quarenta e cinco quilômetros, para missa e comunhão católicas. Foi em uma dessas visitas a St. Edmund, em abril de 1828, que Phillipps foi acometido de uma doença grave, tendo quebrado um vaso sanguíneo no pulmão. Os médicos recomendaram que seu pai o levasse para a Itália durante o inverno, e isso necessariamente interrompeu sua carreira em Cambridge, para que ele tivesse que deixar a universidade sem se formar. (Ele não poderia ter recebido de qualquer maneira, antes da Emancipação Católica. ) Em seu retorno à Inglaterra em 1829, ele conheceu o Exmo. George Spencer, na época um clérigo anglicano, e sua conversa foi em grande parte fundamental para levar à conversão de Spencer, como ele admite em sua Account of my Conversion - "Passei muitas horas diariamente em uma conversa com Phillipps e fiquei satisfeito além de todas as expectativas com as respostas. ele me deu as diferentes perguntas que propus sobre os principais princípios e práticas dos católicos ". No inverno seguinte (1830–1831), ele passou novamente na Itália, ocasião em que conheceu Antonio Rosmini-Serbati, que o impressionou bastante.
Em 25 de julho de 1833, Ambrose Phillipps casou-se com Laura Mary, filha mais velha do Exmo. Thomas Clifford, filho de Hugh, quarto Barão Clifford de Chudleigh, na Igreja de St James, em Spanish Place, Londres. Charles March Phillipps deu ao filho a posse da segunda propriedade da família, a mansão de Grace-Dieu em Leicestershire, que antes da Reforma Protestante era o Priorado Agostiniano Grace Dieu. Aqui Ambrose Phillipps construiu uma nova mansão Grace Dieu Manor, de 1833 a 1834, e, enquanto isso, ele e sua esposa residiam em Leamington, ou em Garendon Hall. Escrevendo alguns anos antes de sua morte  ele resumiu os principais objetivos de sua própria vida:
Havia três grandes objetos para os quais me senti após minha própria conversão, quando garoto de quinze anos, especialmente atraído pelo sentimento interno por todo o espaço de quarenta e cinco anos que se passaram desde então. O primeiro foi restaurar para a Inglaterra a observância contemplativa monástica primitiva, que Deus me permitiu fazer na fundação do mosteiro trapista do Monte São Bernardo. A segunda foi a restauração do canto eclesiástico primitivo, cuja edição é agora recomendada pelo arcebispo de Westminster para o uso de igrejas e capelas. A terceira foi a restauração da Igreja Anglicana à Unidade Católica.

## Renascimento católico

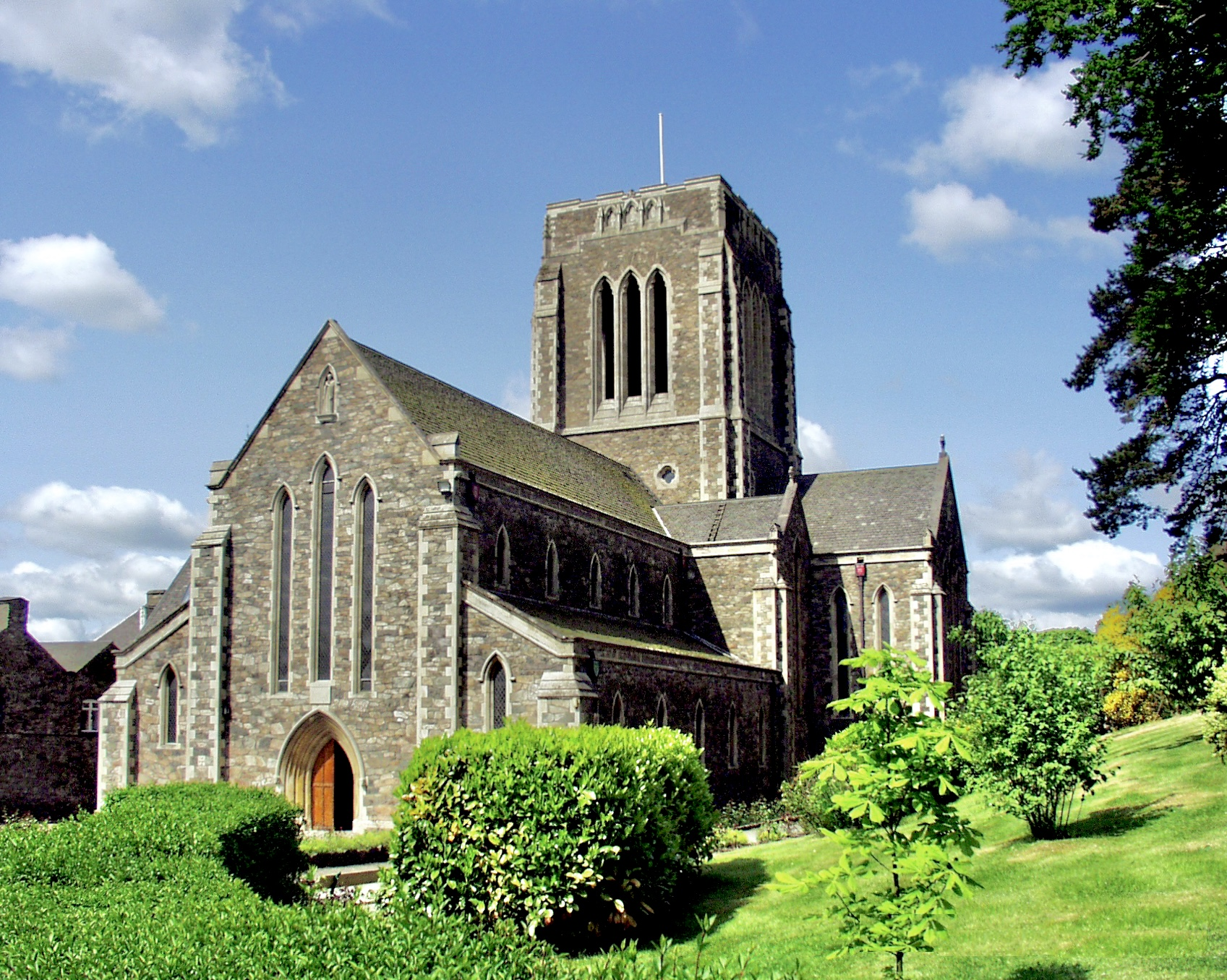
Abadia de São Bernardo

Segundo Purcell, "naquele dia, ninguém fez mais pelo avivamento católico na Inglaterra, quase sozinho, do que Phillipps de Lisle".
Na fundação da abadia cisterciense do Monte São Bernardo, em Leicestershire, recebeu apoio generoso de seu amigo John, conde de Shrewsbury, mas foi ele mesmo quem concebeu a ideia, acreditando ser necessário que o aspecto ascético da vida católica fosse apresentado ao povo inglês. Mount St. Bernard Abbey foi o primeiro mosteiro construído na Inglaterra desde a Reforma. Ele deu terra e dinheiro, esgotando severamente seus próprios recursos ao fornecer os prédios necessários. Esse trabalho foi iniciado em 1835 e concluído em 1844, enquanto, durante o mesmo período, ele fundou missões em Grace Dieu e Whitwick. Sua decepção foi grande quando ele descobriu que os trapistas eram impedidos por seu governo de realizar um trabalho missionário ativo, porque ele atribuía a maior importância ao suprimento de zelosos sacerdotes missionários que trabalhariam nas aldeias inglesas; ele disse: "Eu gostaria que eles pregassem por toda parte no plano estrangeiro, nos campos ou nas estradas altas".
Em 1838, ele se juntou a seu amigo Rev. George Spencer ao estabelecer e propagar a Associação de Oração Universal pela Conversão da Inglaterra. Em uma turnê continental que ele e Spencer fizeram juntos, acompanhados pela sra. Phillipps e dois de seus filhos, em 1844, passaram pela Bélgica, Alemanha e norte da Itália, encontrando muitos católicos distintos e alistando a simpatia de prelados e clérigos na causa. Nicholas Wiseman estava cooperando em Roma, e logo o movimento se espalhou amplamente pelo mundo católico. Ele foi por algum tempo o único católico que mantinha correspondência confidencial com os líderes do Movimento de Oxford, incluindo John Henry Newman, recebendo-os em Grace-Dieu. Ele viu o Movimento como um passo em direção ao seu desejo de reconciliar a Igreja Anglicana com Roma. Como seu filho afirmou:
Conversão Nacional por meio da Reunião Corporativa, ele comparou a prática apostólica da pesca com uma rede "reunindo multidões de todos os tipos de peixes". E isso ele considerou ser seu chamado especial do Alto, para preparar o caminho e acelerar o tempo em que o Verbo Divino deveria ser novamente falado a Pedro: 'Lança suas redes nas profundezas ".

## Associação para a Promoção da Unidade da Cristandade
Congratulou-se com a restauração da hierarquia católica inglesa em 1850 e tentou conciliar alguns leigos católicos que a consideravam inconveniente. Durante os debates que se seguiram em todo o país, ele escreveu dois panfletos: Uma Carta a Lord Shrewsbury sobre o Restabelecimento da Hierarquia e a Posição Atual dos Assuntos Católicos, e Algumas palavras na Carta de Lord John Russell ao Bispo de Durham. O progresso dos eventos elevou tanto suas esperanças que ele considerou iminente a reconciliação da Igreja Anglicana com a Santa Sé, e para acelerar seu cumprimento entrou em uma nova cruzada de oração, na qual se desejava a cooperação de não-católicos. A Associação para a Promoção da Unidade da Cristandade (APUC) foi fundada em 8 de setembro de 1857 por quatorze pessoas, incluindo o padre Lockhart, pe. Collins, O. Cist., E de Lisle; os demais eram anglicanos, com uma exceção, um padre russo-grego.
A única obrigação que incumbia aos membros, que poderiam ser católicos, anglicanos ou gregos, era orar a Deus pela unidade do corpo batizado. A princípio, a associação progrediu rapidamente. De Lisle escreveu a Lord John Manners ( Life, I, 415) dizendo: "Logo contamos entre nossas fileiras muitos Bispos, Arcebispos e Dignitários Católicos de todas as descrições dos Cardeais; o Patriarca de Constantinopla e outros grandes prelados do Oriente, o Primaz de a igreja Russlart. . . . Acho que nenhum bispo anglicano se juntou a nós, mas um grande número de clérigos de segunda ordem ". Ele deu o número de membros como nove mil. A formação dessa associação foi, no entanto, considerada com desconfiança pelo Dr. (mais tarde cardeal) Manning e outros católicos, que também fizeram exceção ao tratado de de Lisle On the Future Unity of Christendom. O assunto foi encaminhado a Roma e finalmente resolvido por um rescrito papal endereçado Ad omnes episcopos Angliæ, datado de 16 de setembro de 1864, que condenou a associação e instruiu os bispos a tomar medidas para impedir que os católicos se unissem a ela.
Foi um grande golpe para De Lisle, que considerou que "as autoridades haviam sido enganadas por uma falsa relação de fatos". No entanto, ele retirou seu nome da APUC "sob protesto, como um ato de submissão à Santa Sé". O fundamento em que a associação foi condenada foi a subversão da constituição divina da Igreja, na medida em que seu objetivo se baseava na suposição de que a verdadeira Igreja consiste em parte da Igreja Católica em comunhão com Roma ", em parte também do Cisma de Fócio a heresia anglicana, à qual pertencem igualmente à Igreja romana o único Senhor, a única fé e o único batismo "(Rescript, in Life, I, 388). Seu próprio panfleto não foi censurado, mas a condenação da APUC foi considerada por ele como o golpe mortal de suas esperanças para a reunião da cristandade durante sua própria vida. No entanto, sua própria crença nela perseverou e influenciou seus pontos de vista em outros assuntos católicos. Assim, ele apoiou calorosamente a participação de católicos nas universidades inglesas e até aprovou o projeto abortivo de uma igreja inglesa unida.
O resto de sua vida passou sem nenhum incidente muito especial, embora ele continuasse sempre a se interessar por assuntos públicos como afetando as fortunas da Igreja, e na mesma conexão ele mantinha uma correspondência íntima e cordial com homens tão diferentes quanto Newman, William Ewart Gladstone e Conde de Montalembert. Ele contou com seus amigos John, Earl of Shrewsbury, Cardeal Wiseman, AWN Pugin, que forneceu projetos para Grace-Dieu, Frederick William Faber e muitos outros católicos conhecidos, e embora ele diferisse em muitos pontos do Cardeal Manning e Dr. WG Ward, ele permaneceu em termos amigáveis com ambos. Ele morreu em Garendon, sobreviveu por sua esposa e onze de seus dezesseis filhos.
Além dos panfletos mencionados, seus outros trabalhos publicados incluem Mahometanism in its relation to Prophecy; or an Inquiry into the prophecies concerning Anti-Christ, with some reference to their bearing on the events of the present day (1855). Ele também traduziu Lamentações da Inglaterra, de Dominic Barberi (1831); Vindication of Catholic Morality (1836) de Manzoni; Santa Isabel da Hungria, de Montalembert (1839); La petite Chouannerie, de Alexis-François Rio (1842); Maxims and Examples of the Saints (1844); e ele compilou: Manual of Devotion for the Confraternity of the Living Rosary (1843); Catholic Christian's Complete Manual (1847); The Little Gradual (1847); Thesaurus animæ Christianæ (1847); Sequentiæ de Festis per Annum (1862).